# Den røde tråd (udtryk)
 For alternative betydninger, se Den røde tråd. (Se også artikler, som begynder med Den røde tråd)
Den røde tråd er et udtryk som betegner en ide eller et princip som er fælles for delene i en helhed.
Baggrunden for udtrykket er at den engelske marine engang indflettede en rød tråd i deres tovværk for at markere at det var statens ejendom, så tovet kunne genkendes ved tyveri. Tråden var lavet af jute, og farven markerede oprindeligt hvor rebet var lavet. Tråden blev indsat fordi marinens tovværk generelt blev anset for at være af bedre kvalitet end andet toværk, så fristelsen til at stjæle det var stor.
Røde tråde i tovværk har været brugt i flere mariner. Den danske flåde brugte røde tråde i deres tovværk indtil omkring år 1900.
De røde tråde i den engelske marines tovværk er beskrevet i Goethes roman Die Wahlverwandtschaften (dansk titel: Valgslægtskaberne) fra 1809. H.C. Andersen som formodentlig har læst Goethe bruger udtrykket den røde tråd i overført betydning i blandt andet romanen De to Baronesser fra 1848 og sin selvbiografi Mit Livs Eventyr fra 1855.
Brugen af udtrykket kan også være påvirket af folketro, samt af at en rød snor blev brugt i beretningen om tvillingerne Peres og Zeras fødsel i Første Mosebog til at mærke den førstefødte.
Udtrykket blev brugt og populariseret af Shu-bi-dua i sangen "Den røde tråd" fra deres album 78'eren fra 1978 og senere i deres film Den røde tråd fra 1989.